# Nowosiółki (osada wojskowa)
Nowosiółki (biał. Навасёлкі; ros. Новосёлки) – dawna osada wojskowa wieś na Białorusi, w obwodzie grodzieńskim, w rejonie wołkowyskim, w sielsowiecie Krasne Sioło. Leżała około 1 km na północ od Karpowców. Obecnie nie istnieje.
W dwudziestoleciu międzywojennym leżała w Polsce, w województwie białostockim, w powiecie wołkowyskim, w gminie Roś. 16 października 1933 utworzyła gromadę Nowosiółki II w gminie Roś, obejmującą samą osadę Nowosiółki. Po II wojnie światowej weszła w struktury ZSRR.